# Dólice

Mapa de Tesalia en la época de la tercera guerra macedónica donde se aprecia la situación de la ciudad de Dólice en el distrito de Perrabia.

Dólice (en griego, Δολίχη) es el nombre de una antigua ciudad griega de Tesalia.
Se encontraba en el distrito de Perrebia, en las proximidades de Pition y Azorio, de tal manera que las tres ciudades formaban un conjunto político que era llamado Trípolis. Durante la Guerra romano-siria, fueron asoladas por un ejército de etolios al mando de Menipo en el año 191 a. C. Es citada en el marco de la tercera guerra macedónica: las tres ciudades se rindieron ante el ejército de Perseo de Macedonia en el año 171 a. C. pero ese mismo año fueron reconquistadas por los romanos. En el año 169 a. C. llegaron a la zona tropas del cónsul romano Quinto Marcio Filipo que acamparon entre Azorio y Dólice.
Las tres ciudades acuñaron una moneda común con la inscripión «ΤΡΙΠΟΛΙΤΑΝ».